# Surface de plancher
 (décembre 2018).
Pour les articles homonymes, voir Surface.
La surface de plancher des constructions (SPC) est, en France, une unité de calcul des surfaces de constructions créée par l'ordonnance no 2011-1539 du 16 novembre 2011 relative à la définition des surfaces de plancher prises en compte dans le droit de l'urbanisme et le décret no 2011-2054 du 29 décembre 2011, et qui sert, à compter du 1er mars 2012, à la délivrance des permis de construire et des autres autorisations d'urbanisme.
Cette notion se substitue aux anciennes surface hors œuvre brute (SHOB) et surface hors œuvre nette (SHON), et est destinée à simplifier le calcul des surfaces prises en compte dans les permis de construire et autres autorisations d'urbanisme, tout en générant des possibilités de construire supérieures, de l'ordre de 10 %.

## Définition
La surface de plancher de la construction est définie comme étant :
« […] égale à la somme des surfaces de planchers de chaque niveau clos et couvert, calculée à partir du nu intérieur des façades après déduction :

1. des surfaces correspondant à l'épaisseur des murs entourant les embrasures des portes et fenêtres donnant sur l'extérieur ;

2. des vides et des trémies afférentes aux escaliers et ascenseurs ;

3. des surfaces de plancher d'une hauteur sous plafond inférieure ou égale à 1,80 mètre ;

4. des surfaces de plancher aménagées en vue du stationnement des véhicules motorisés ou non, y compris les rampes d'accès et les aires de manœuvres ;

5. des surfaces de plancher des combles non aménageables pour l'habitation ou pour des activités à caractère professionnel, artisanal, industriel ou commercial ;

6. des surfaces de plancher des locaux techniques nécessaires au fonctionnement d'un groupe de bâtiments ou d'un immeuble autre qu'une maison individuelle au sens de l'article L. 231-1 du code de la construction et de l'habitation, y compris les locaux de stockage des déchets ;

7. des surfaces de plancher des caves ou des celliers, annexes à des logements, dès lors que ces locaux sont desservis uniquement par une partie commune ;

8. d'une surface égale à 10 % des surfaces de plancher affectées à l'habitation telles qu'elles résultent le cas échéant de l'application des alinéas précédents, dès lors que les logements sont desservis par des parties communes intérieures. »

— Article R. 111-22 du code de l'urbanisme, créé par le décret n°2015-1783 du 28 décembre 2015 (reprise de la rédaction du décret du 29 décembre 2011).
On peut constater à la lecture de cette définition réglementaire que certaines déductions n'existent que dans les immeubles comprenant plusieurs logements ou n'étant pas affectés au logement (locaux techniques, caves et celliers de plus de 1,80 m. de hauteur sous plafond, 10 % des surfaces desservies uniquement par des parties communes).
La précision des termes du décret devrait rendre le calcul de la surface de plancher moins contestable que l'ancienne SHON.
Contrairement à la SHON, la notion de surface de plancher n'est pas utilisée pour le calcul de la fiscalité d'urbanisme. En effet, la taxe d'aménagement, qui remplace la taxe locale d'équipement également le 1er mars 2012, prévoit son propre mode de calcul des surfaces, également calculée à partir du nu intérieur des façades, mais avec moins de déductions que la SDP.

## Unités supprimées
Les unités suivantes : 
- surface hors œuvre nette
- surface de plancher hors œuvre nette
- surface développée hors œuvre nette
- surface hors œuvre brute
- plancher hors œuvre nette
- surface de plancher développée hors œuvre
- surface développée hors œuvre
- surface hors œuvre nette de planchers
- surface de plancher développée hors œuvre nette
- plancher hors œuvre net
- surface de plancher hors œuvre brute
- superficie du plancher hors œuvre nette
- superficie hors œuvre brute

sont remplacées, à compter du 1er mars 2012 et dans tous les textes légaux et réglementaires, par la « surface de plancher ».

### Articles liés
- Surface (logement)
- Anciennes unités du droit de l'urbanisme : Surface hors œuvre brute (SHOB) • Surface hors œuvre nette (SHON)
- Unités du droit de la construction et de l'habitation : Surface habitable (SH) • Surface utile • Surface loi Carrez • Surface utile brute locative (SUBL)
- Surface dans œuvre (SDO)